# Roski Sialec
Roski Sialec (biał. Роскі Сялец; ros. Росский Селец, Rosskij Sielec; pol. hist. Ruski Sielec) – wieś na Białorusi, w obwodzie witebskim, w rejonie orszańskim, w sielsowiecie Zadrouje. 

## Historia
W XIX i w początkach XX w. folwark będący własnością Łepkowskich, położony w Rosji, w guberni mohylewskiej, w powiecie orszańskim. Następnie w granicach Związku Sowieckiego. Od 1991 w niepodległej Białorusi.